# Kuolpatjärnen
Kuolpatjärnen är en sjö i Jokkmokks kommun i Lappland och ingår i Piteälvens huvudavrinningsområde. Sjön har en area på 0,0551 kvadratkilometer och ligger 421,5 meter över havet.

## Delavrinningsområde
Kuolpatjärnen ingår i det delavrinningsområde (735140-168548) som SMHI kallar för Ovan Kvarnbäcken. Medelhöjden är 406 meter över havet och ytan är 12,33 kvadratkilometer. Räknas de 3 avrinningsområdena uppströms in blir den ackumulerade arean 125,82 kvadratkilometer. Vitbäcken som avvattnar avrinningsområdet har biflödesordning 3, vilket innebär att vattnet flödar genom totalt 3 vattendrag innan det når havet efter 135 kilometer. Avrinningsområdet består mestadels av skog (85 procent). Avrinningsområdet har 0,63 kvadratkilometer vattenytor vilket ger det en sjöprocent på 5,1 procent.